# Dicheros khooi
Dicheros khooi är en skalbaggsart som beskrevs av Arnaud 1989. Dicheros khooi ingår i släktet Dicheros och familjen Cetoniidae. Inga underarter finns listade i Catalogue of Life.